# Klas Vangen
Klas Vangen (ur. 18 września 1974 w Molde) – norweski snowboardzista. Zajął 15. miejsce w halfpipe’ie na igrzyskach w Nagano. Nie startował na mistrzostwach świata. Najlepsze wyniki w Pucharze Świata osiągnął w sezonie 1997/1998, kiedy to zajął 12. miejsce w klasyfikacji generalnej, a w klasyfikacji halfpipe’a był drugi.
W 2002 r. zakończył karierę.

## Sukcesy

### Igrzyska olimpijskie
| Miejsce | Dzień     | Rok  | Miejscowość | Konkurencja | Zwycięzca   |
| ------- | --------- | ---- | ----------- | ----------- | ----------- |
| 15.     | 12 lutego | 1998 | Nagano      | Halfpipe    | Gian Simmen |

### Puchar Świata

#### Miejsca w klasyfikacji generalnej
- 1996/1997 – 79.
- 1997/1998 – 12.
- 2000/2001 – –

#### Miejsca na podium
1. Innichen – 16 stycznia 1998 (halfpipe) – 2. miejsce
2. Morzine – 4 marca 1998 (halfpipe) – 2. miejsce
3. Tandådalen – 13 marca 1998 (halfpipe) – 2. miejsce